# Hoshitango Imachi
Hoshitango Imachi (星誕期 偉真智 en japonés; Buenos Aires, Argentina, 5 de septiembre de 1965 como Imachi Marcelo Salomón) es un exluchador de sumo y actual luchador profesional argentino, nacionalizado japonés. Su rango más alto fue el de jūryō 3 oeste.

## Vida y carrera

### Sumo
Un exprofesor de natación, Salomón se unió a la Michinoku beya en mayo de 1987. Fue el primer judío en el sumo profesional. Se le dio el shikona de Hoshitango, con "Hoshi" (estrella), un prefijo común en la Michinoku beya, y "tango" en referencia al popular baile argentino. Llegó a la división jūryō, la segunda más alta, por primera vez en septiembre de 1992, pero solo permaneció un torneo allí, antes de ser degradado a la división makushita. Logró otros tres torneos en la división jūryō en 1994, pero una vez más volvió a descender. En septiembre de 1988, a la edad de 33 años, demostró su espíritu de lucha al volver una vez más a jūryō, esta vez permaneciendo allí durante 12 torneos consecutivos, no fue capaz de entrar en la división makuuchi, alcanzando el rango máximo de jūryō 3 oeste en enero de 2000. En julio de 2000 perdió sus 15 combates y descendió una vez más a la división makushita para después descender a la división sandanme hasta su jubilación en enero de 2004. A su ceremonia de jubilación o danpatsu-shiki asistieron 150 personas, entre ellas, los entonces todavía rikishis en activo Jūmonji y Toyozakura, así como os ex rikishis Terao y Kirishima que como su capataz hizo el corte final de su moño.
Hoshitango estuvo acompañado en la Michinoku beya en 1988 por otro nativo de Buenos Aires, Hoshiandesu, quien alcanzó el grado de jūryō 2 oeste antes de retirarse en 2000.
Hoshitango se nacionalizó japonés en octubre de 2000, su nombre quedó registrado como Tango Hoshi.

### Lucha libre profesional
En el año 2007, luchó en la empresa de lucha libre argentina, 100% Lucha como un luchador invitado, debutando bajo el nombre de Assis Al Sukur.  En su primer combate derrotó a Gorutta Jones con algunas dificultades. También derrotó al luchador escocés Mc Floyd. Al finalizar ese combate fue desafiado por La Masa. En este combate fue derrotado, y las lesiones que sufrió lo dejaron fuera del torneo (Kayfabe).[cita requerida]
Imachi es actualmente es un luchador profesional de la compañía japonesa DDT o D2T (Dramatic Dream Team), y también trabajó para las compañías HUSTLE, Ice Ribbon y la New Japan Pro Wrestling. Hoshitango se ha convertido recientemente en parte de la Monster Army estable con los miembros Antonio Honda, Daisuke Sasaki y Yuji Hino, desde que se unió al equipo en agosto de 2011. Hoshitango ha obtenido el título de varias categorías KO-D Tag Team Championship y DDT Extreme Division Championship. El 23 de junio de 2013 Hoshitango, Honda y Hino ganaron el KO-D 6-Man Tag Team Championship.

## Sumo
| Año (Honbasho) | Hatsu Basho (enero) (ciudad de Tokio) | Haru Basho (marzo) (ciudad de Osaka) | Natsu Basho (mayo) (ciudad de Tokio) | Nagoya Basho (julio) (ciudad de Nagoya) | Aki Basho (septiembre) (ciudad de Tokio) | Kyushu Basho (noviembre) (ciudad de Fukuoka) | Victorias / Derrotas / Ausencias |
| 1987           | ─                                     | ─                                    | Maezumo Hatsu Dohyō 0 - 0            | Jonokuchi 47 Oeste 6 - 1                | Jonidan 124 Este 6 - 1                   | Jonidan 53 Oeste 4 - 3                       | 16 - 5                           |
| 1988           | Jonidan 32 Este 4 - 3                 | Jonidan 6 Oeste 5 - 2                | Sandanme 72 Este 4 - 3               | Sandanme 51 Este 4 - 3                  | Sandanme 31 Oeste 5 - 2                  | Sandanme 3 Este 1 - 6                        | 23 - 19                          |
| 1989           | Sandanme 34 Este 4 - 3                | Sandanme 20 Este 6 - 1               | Makushita 45 Este 2 - 5              | Sandanme 7 Este 5 - 2                   | Makushita 41 Oeste 5 - 2                 | Makushita 21 Oeste 3 - 4                     | 25 - 17                          |
| 1990           | Makushita 28 Oeste 3 - 4              | Makushita 40 Oeste 5 - 2             | Makushita 22 Este 4 - 3              | Makushita 16 Oeste 2 - 1 - 4            | Makushita 37 Oeste 0 - 0 - 7             | Sandanme 17 Este 5 - 2                       | 19 - 12 - 11                     |
| 1991           | Makushita 51 Oeste 5 - 2              | Makushita 36 Este 5 - 2              | Makushita 18 Este 5 - 2              | Makushita 7 Oeste 2 - 5                 | Makushita 23 Oeste 3 - 4                 | Makushita 30 Oeste 5 - 2                     | 25 - 17                          |
| 1992           | Makushita 19 Este 4 - 3               | Makushita 12 Oeste 4 - 3             | Makushita 8 Oeste 5 - 2              | Makushita 1 Oeste 4 - 3                 | Jūryō 12 Este 5 - 10                     | Makushita 7 Oeste 3 - 4                      | 25 - 25                          |
| 1993           | Makushita 14 Este 2 - 5               | Makushita 29 Oeste 5 - 2             | Makushita 15 Oeste 5 - 2             | Makushita 7 Oeste 4 - 3                 | Makushita 3 Oeste 4 - 3                  | Makushita 2 Este 4 - 3                       | 24 - 18                          |
| 1994           | Jūryō 13 Oeste 10 - 5                 | Jūryō 5 Oeste 5 - 10                 | Jūryō 10 Este 2 - 13                 | Makushita 10 Oeste 2 - 5                | Makushita 25 Este 6 - 1                  | Makushita 10 Este 2 - 5                      | 27 - 39                          |
| 1995           | Makushita 25 Oeste 4 - 3              | Makushita 18 Este 2 - 5              | Makushita 33 Oeste 6 - 1             | Makushita 14 Este 5 - 2                 | Makushita 8 Oeste 3 - 4                  | Makushita 12 Este 2 - 5                      | 22 - 20                          |
| 1996           | Makushita 26 Este 3 - 4               | Makushita 41 Oeste 3 - 4             | Makushita 53 Oeste 3 - 4             | Sandanme 6 Este 5 - 2                   | Makushita 43 Este 6 - 1                  | Makushita 20 Este 3 - 4                      | 23 - 19                          |
| 1997           | Makushita 31 Este 5 - 2               | Makushita 20 Oeste 5 - 2             | Makushita 8 Oeste 6 - 1              | Makushita 2 Este 2 - 6                  | Makushita 14 Este 5 - 2                  | Makushita 7 Este 2 - 5                       | 25 - 18                          |
| 1998           | Makushita 22 Oeste 5 - 2              | Makushita 9 Oeste 4 - 3              | Makushita 5 Oeste 5 - 2              | Makushita 2 Este 6 - 1                  | Jūryō 13 Este 9 - 6                      | Jūryō 10 Oeste 8 - 7                         | 37 - 21                          |
| 1999           | Jūryō 9 Este 7 - 8                    | Jūryō 11 Oeste 9 - 6                 | Jūryō 7 Oeste 6 - 9                  | Jūryō 11 Este 8 - 7                     | Jūryō 10 Este 8 - 7                      | Jūryō 8 Oeste 9 - 6                          | 47 - 43                          |
| 2000           | Jūryō 3 Oeste 5 - 10                  | Jūryō 7 Oeste 6 - 9                  | Jūryō 10 Oeste 8 - 7                 | Jūryō 8 Este 0 - 15                     | Makushita 8 Este 6 - 1                   | Makushita 1 Oeste 3 - 4                      | 28 - 46                          |
| 2001           | Makushita 7 Este 3 - 4                | Makushita 13 Oeste 5 - 2             | Makushita 7 Este 3 - 4               | Makushita 14 Este 4 - 3                 | Makushita 11 Oeste 2 - 5                 | Makushita 23 Oeste 3 - 4                     | 20 - 22                          |
| 2002           | Makushita 34 Este 5 - 2               | Makushita 24 Oeste 3 - 4             | Makushita 32 Oeste 5 - 2             | Makushita 17 Este 3 - 4                 | Makushita 25 Oeste 6 - 1                 | Makushita 8 Oeste 2 - 5                      | 24 - 18                          |
| 2003           | Makushita 23 Oeste 3 - 4              | Makushita 34 Oeste 3 - 4             | Makushita 42 Este 4 - 3              | Makushita 34 Oeste 4 - 3                | Makushita 28 Este 3 - 4                  | Makushita 39 Oeste 1 - 6                     | 18 - 24                          |
| 2004           | Sandanme 6 Oeste 2 - 5                | —                                    | —                                    | —                                       | —                                        | —                                            | 2 - 5                            |

## En lucha
- Movimientos de firma
  - Argentine backbreaker rack[3]
  - Buenos Aires Gozen Reiji (Running splash)[3]
  - Chokeslam[3]

## Campeonatos y títulos
- Dramatic Dream Team
  - DDT Extreme Division Championship (1 vez)[3]
  - Ironman Heavymetalweight Championship (3 veces)[3]
  - KO-D 6-Man Tag Team Championship (2 veces) – con Antonio Honda y Yuji Hino